# 弗朗舍瓦勒
弗朗舍瓦勒（法語：Francheval，法語發音：[fʁɑ̃ʃ(ə)val]）是法国大東部大區阿登省的一个市镇，属于色当区。

## 地理
弗朗舍瓦勒（49°42'6"N, 5°2'56"E）面积19.6 平方千米，位于法国大東部大區阿登省，该省份为法国北部内陆省份，西接埃纳省，南至马恩省，东临默兹省，北与比利时接壤。
与弗朗舍瓦勒接壤的市镇（或旧市镇、城区）包括：普吕欧布瓦、普吕圣雷米、布永、巴泽耶、杜济。

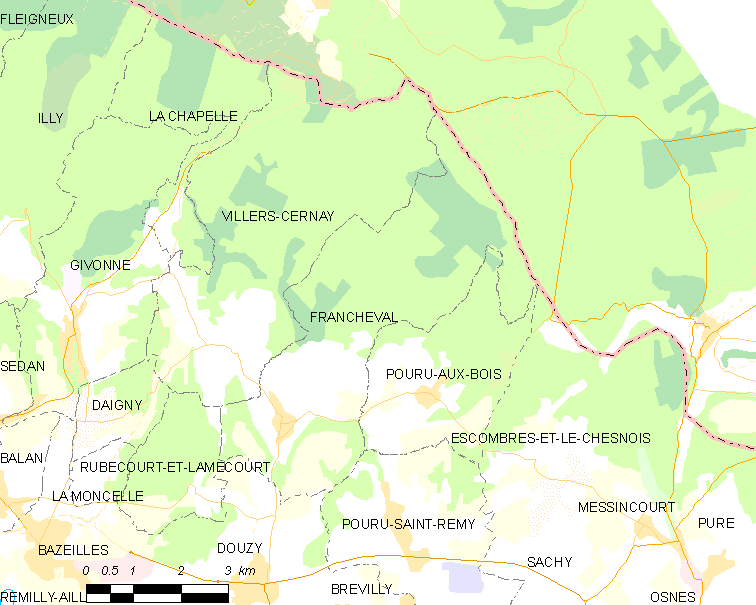
弗朗舍瓦勒的OSM定位图

弗朗舍瓦勒的时区为UTC+01:00、UTC+02:00（夏令时）。

## 行政
弗朗舍瓦勒的邮政编码为08140，INSEE市镇编码为08179。

## 政治
弗朗舍瓦勒所属的省级选区为色当第三县。

## 人口

1962-2008年间弗朗舍瓦勒人口变化图示

弗朗舍瓦勒于2022年1月1日时的人口数量为590人。